# Zehlendorf (Schiff)

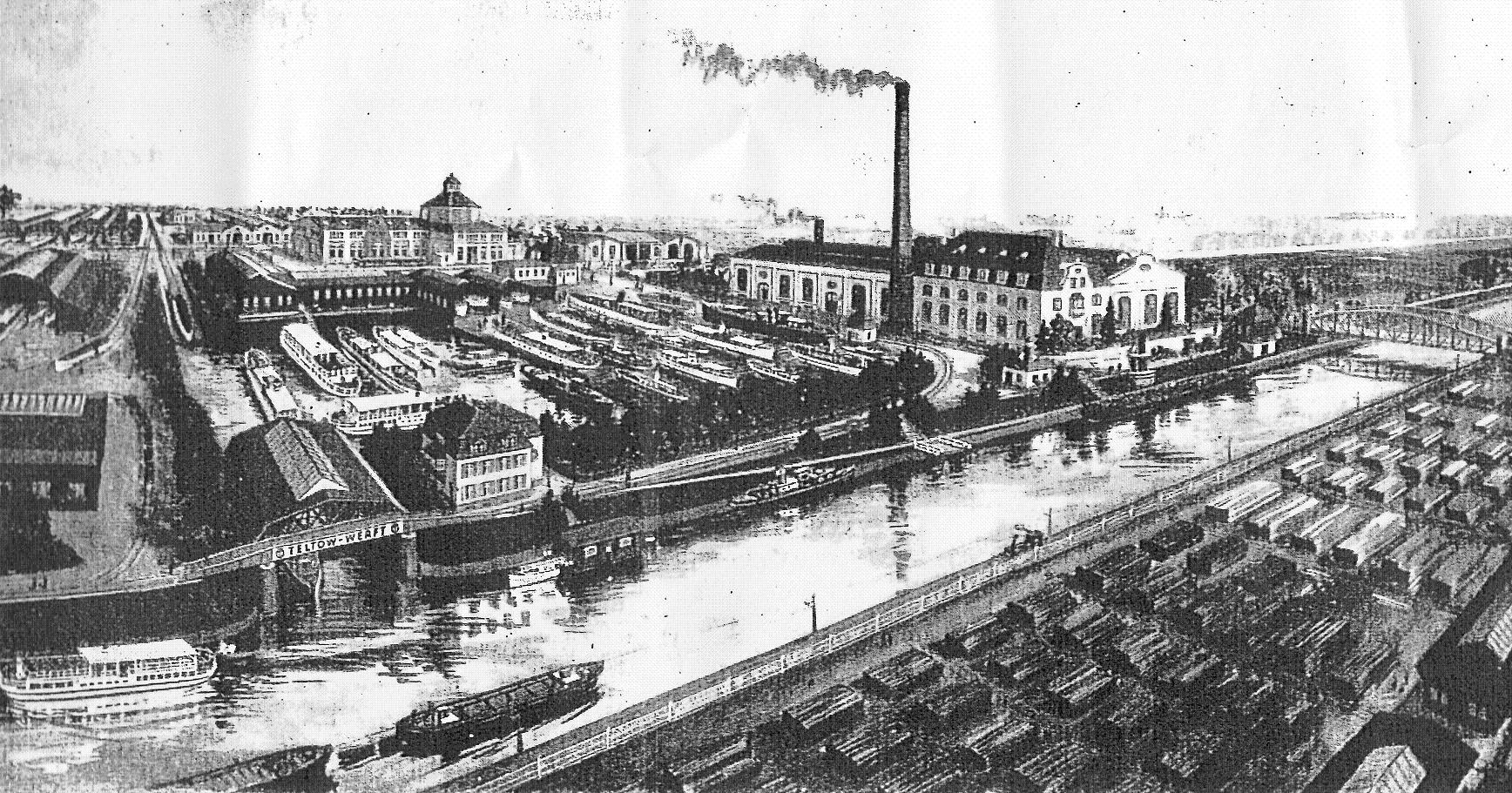
Die Bauwerft

Das Fahrgastschiff Zehlendorf der Teltower Kreisschiffahrt, das auf der Teltow-Werft vom Stapel lief, war 1927 das erste durchgehend elektrisch geschweißte Binnenfahrgastschiff in Deutschland.

## Geschichte
Unmittelbar nach ihrer Gründung hatte die Teltowkanal AG ihren seit 1906 bestehenden Bauhof in Zehlendorf am Teltowkanal in die Teltow-Werft umgewandelt und damit begonnen, innovative Schweißverfahren zu testen, weiterzuentwickeln und für Schiffsneubauten einzuführen. Nach Versuchen und dem Bau mehrerer Bauschuten im Schweißverfahren entstand 1927 das erste deutsche durchgehend geschweißte Fahrgastschiff. Bis zu diesem Zeitpunkt wurden Schiffskörper grundsätzlich durch Nieten zusammengefügt.

## Das Schiff
Die Zehlendorf wurde mit zwei Dieselmotoren als Antriebsmaschinen gebaut, die direkt auf je einen Propeller wirkten. Die Motoren hatten eine Leistung von je 100 PS. Es hatte einen flachen Boden, eine Länge von 32,60 Meter und eine Breite von 6,02 Meter. Der Tiefgang betrug maximal 1,20 Meter. Ursprünglich wurde das Schiff für 500 Passagiere gebaut, aufgrund der großen Kundenbeliebtheit wurde es später um 8 Meter verlängert und für 730 Personen zugelassen. Die Teltower Kreisschiffahrt legte bei diesem Schiff das erste Mal besonderen Wert auf die Innenausstattung mit hochwertigeren Stühlen und Tischen statt der bisher auch auf Fahrgastschiffen üblichen einfachen Holzbänke. Zudem hatte die Zehlendorf einen vollständig geschlossenen Decksalon.

## Trivia
Die Zehlendorf, wegen der beliebten und gemütlichen Ausstattung im Volksmund „Kaffee Vaterland“ getauft, war jahrelang das beliebteste und größte Ausflugsschiff auf den Berliner und Brandenburger Gewässern. Das Schiff trug als einziges auf den Gewässern um die Hauptstadt zwei Schornsteine – noch Dampferschornsteinen ähnlich – mit dem Reedereizeichen der Teltower Kreisschiffahrt. Die Berliner nannten es deshalb auch „Tee mit etwas Rum“, denn die Schornsteinmarke bestand aus dem großen lateinischen Buchstaben T in einem Kreis.

## Verbleib
Die Zehlendorf, das nach seinem Fassungsvermögen größte Fahrgastschiff seiner Zeit, wurde wegen ihrer Geräumigkeit während des Zweiten Weltkrieges als schwimmendes Büro auf dem Hohenzollernkanal, auf der Oder und auf der Weser genutzt. Zum Kriegsende wurde es im Mittellandkanal auf Grund gesetzt. Ende der 1940er-Jahre wurde es gehoben und lag in Minden. Von dort kam es nach Münster, wo es erneut sank. 1955 wurde es zum Abwracken verkauft.